# Hans Schlyter

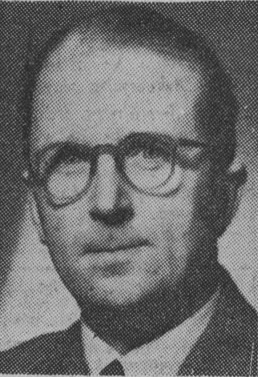
Hans Schlyter

Hans Gustav Herman Schlyter, född 11 augusti 1910 i Helsingborg, död 31 december 1980 i Sundsvall, var en svensk arkitekt.
Schlyter var son till juristen Gustav Schlyter och skulptören Ragnhild Schlyter.
Schlyter avlade studentexamen 1929 och utexaminerades från Kungliga Tekniska Högskolan 1938. Han anställdes hos Lars Israel Wahlman 1937, hos Lars Magnus Giertz och Nils Tesch 1939 och hos Mogens Mogensen 1941. Han blev biträdande stadsarkitekt i Karlskrona, var stadsplanearkitekt där 1945–1949, blev biträdande stadsarkitekt i Sundsvall 1949 och var stadsarkitekt där 1955–1971..

## Några arbeten (urval)
Byggnader
- Spikarö kapell

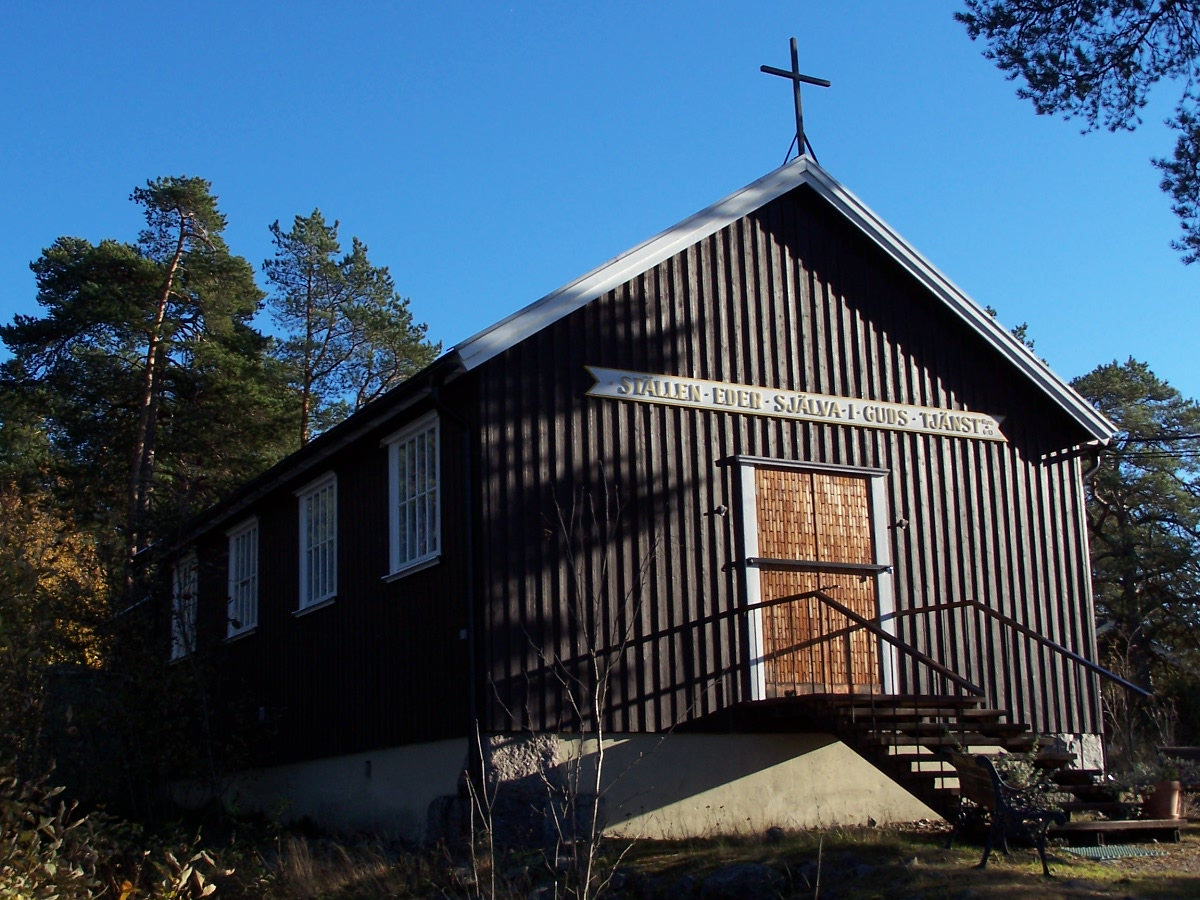
Spikarö kapell

- Utsiktstornet Glasspinnen på Norra stadsberget, Sundsvall

Kommunvapen
- Östfärnebos landskommuns vapen
- Bjärtrås, Noraströms och Ytterlännäs landskommuners vapen
- Boteå landskommuns vapen

Annat
- Dopfunten i Nordingrå kyrka (skissen till denna)